# Edgware
Edgware er et forstadsområde i det nordlige London. Forstadens centrum ligger nord-nordvest - 15,3 km fra Charing Cross. Det meste af området ligger i Barnet, men en lille del i vest tilhører Harrow.
Det er for det meste et bolig- og handelsområde, som har forbindelse med andre dele af London gennem Northern-linjen og flere busruter. Der løber to små floder gennem Edgware, Edgware Brook og Deans Brook, begge bifloder til Brent.
Ifølge folketællingen i 2001 var 36,9% af indbyggerne jøder. Det var frivilligt at svare på spørgsmålet om religiøs tilhørighed, og man regner med at mange valgte at lade være at svare på det, ikke mindst blandt jøder som af historiske årsager har en modvilje mod registrering af religiøs tilhørighed. Ud fra medlemskaber i synagoger er hele 47% jøder, men dette tal kan være for højt på grund af dobbeltregistrering.

## Geografi
51°37′07″N 0°16′22″V / 51.6185°N 0.2729°V